# Stephanolepis cirrhifer
Stephanolepis cirrhifer, conhecido popularmente como peixe-porco-do-norte, é uma espécie de peixe marinho da família dos Monacantídeos. Encontrado no oeste do Oceano Pacífico, sua distribuição abrange desde o norte do Japão até o Mar da China Oriental e a Coreia. Este peixe atinge um comprimento máximo de aproximadamente 30 centímetros e se alimenta tanto de material vegetal quanto de pequenos organismos marinhos, como Caprellidae [en]. A espécie é hospedeira do parasita Peniculus minuticaudae [en]. Estudos mostram uma leve diferenciação genética entre indivíduos de Stephanolepis cirrhifer nascidos na natureza e aqueles criados em criadouros para fins comerciais. O peixe é comestível e amplamente comercializado para uso culinário em diversos países asiáticos.

## Nomenclatura
No Japão, é chamado de kawahagi (カワハギ, 皮剥), que significa "pele descascada". Na Coreia, é conhecido como jwi-chi (쥐치). Em russo, recebe o nome de "pequeno peixe-gatilho listrado" (Спинорог малый полосатый).

## Taxonomia
A espécie foi descrita pela primeira vez em 1850 por Coenraad Jacob Temminck e Hermann Schlegel, durante observações da fauna nas costas do Japão. Inicialmente, foi classificada no gênero Monacanthus [en], como Monacanthus cirrhifer. Em 1903, David Starr Jordan e Henry Weed Fowler [en] transferiram-na para o gênero Stephanolepis [en]. O nome específico cirrhifer deriva do latim, significando "portador de franjas de cabelo".

## Descrição e habitat

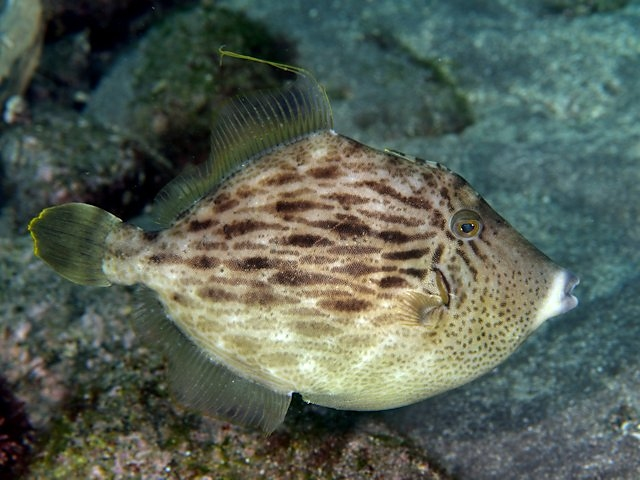

O peixe-porco-do-norte alcança um comprimento máximo de cerca de 30 centímetros. Possui uma primeira nadadeira dorsal com uma espinha forte e retrátil (que se dobra para trás). A segunda nadadeira dorsal e a nadadeira anal são moles. As nadadeiras peitorais são relativamente pequenas, e a nadadeira caudal é truncada, em forma de leque. As nadadeiras dorsal, anal e caudal são incolores, com as duas últimas apresentando formato arredondado. Nos machos, 1 a 3 raios da segunda nadadeira dorsal se estendem como filamentos, sendo o primeiro raio particularmente longo, semelhante a um fio. O peixe possui uma pequena espinha abdominal. Sua coloração varia de marrom claro a bege acinzentado ou esverdeado, com listras irregulares e quebradas que vão de marrom médio a preto.
Os juvenis da espécie buscam proteção contra predadores em aglomerados de sargaço à deriva. Os adultos geralmente habitam próximo ao fundo do mar, a uma profundidade de cerca de 10 metros. O peixe realiza migrações oceânicas (oceanódromas) entre suas áreas de alimentação e desova, percorrendo distâncias que podem exceder 100 quilômetros. A temporada de desova ocorre entre maio e agosto. Juvenis com menos de 5 centímetros vivem em águas rasas e se alimentam de pequenos crustáceos, moluscos e algas. Os adultos são majoritariamente solitários e vivem entre corais e algas marinhas.

## Ecologia
O peixe-porco-do-norte é onívoro, podendo se alimentar de matéria vegetal ou animal. Sua dieta inclui laminariales, mas é composta principalmente por anfípodes, como gammarídeos e anfípodes esqueléticos, além da erva marinha Zostera marina. Também consome organismos menores, como ectoprocta e algumas espécies de vermes tubícolas serpúlidos.
Ele se alimenta de outros peixes, anfípodes, isópodes, cirrípedes, poliquetas, pelecípodes, algas como as do gênero Sargassum, e plâncton gelatinoso, como a água-viva lunar Aurelia sp. e a água-viva gigante Nemopilema nomurai.
A espécie é hospedeira do copépode pennelídeo [en] parasita Peniculus minuticaudae [en], que infecta principalmente as nadadeiras das fêmeas.

## Usos
O peixe-porco-do-norte é cultivado e comercializado como alimento em países asiáticos, como Coreia e Japão. Na Coreia, é utilizado como ingrediente para jwipo [en]. A demanda por esse peixe na Coreia é muito alta, e as pescarias frequentemente recorrem a criadouros [en] para suplementar e aumentar o estoque. Isso levou a uma diferenciação genética, com até 95 alelos exclusivos em uma das populações, resultante de pequenas variações em certos genes que ocorrem exclusivamente em populações selvagens ou criadas em cativeiro.

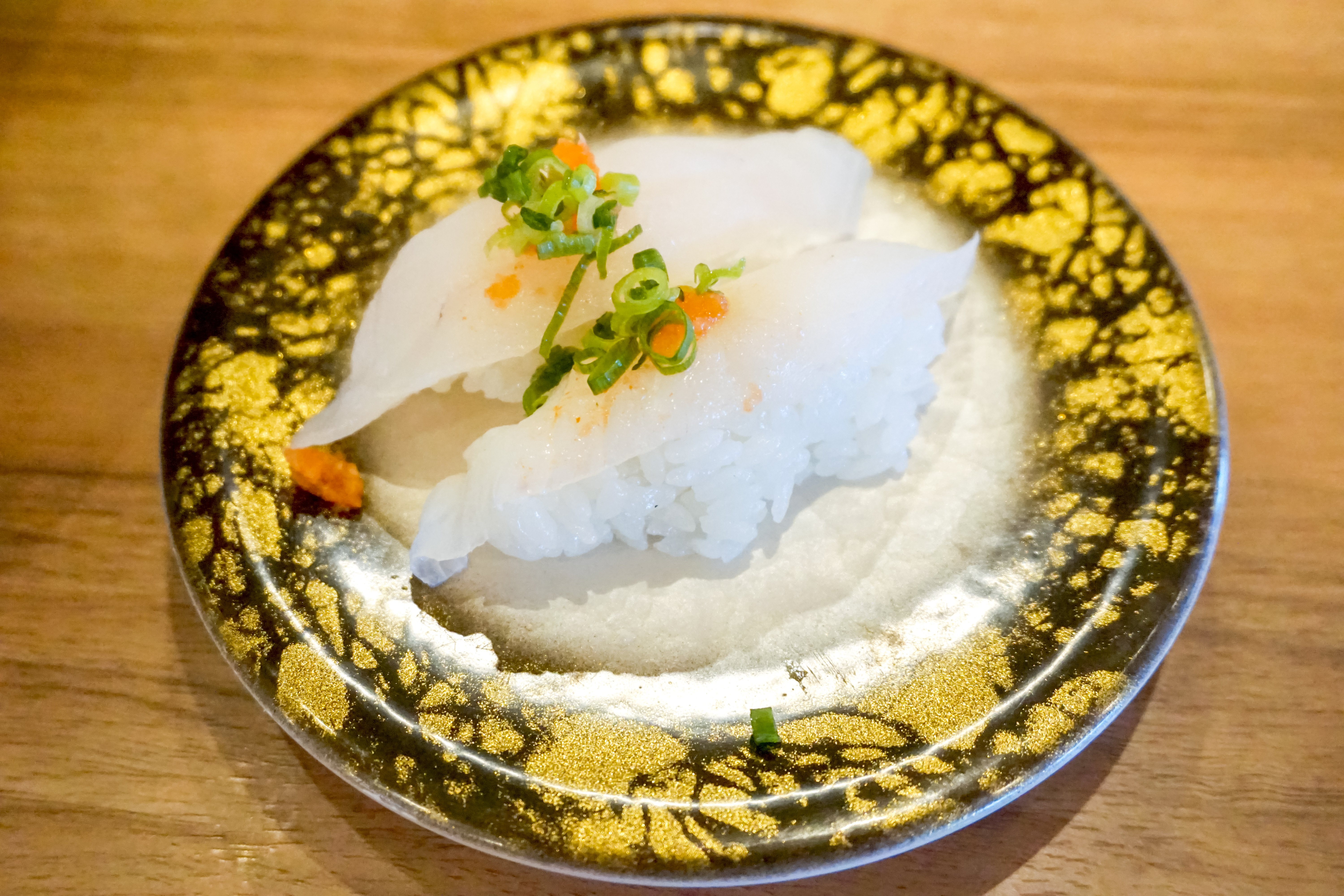
Como sushi
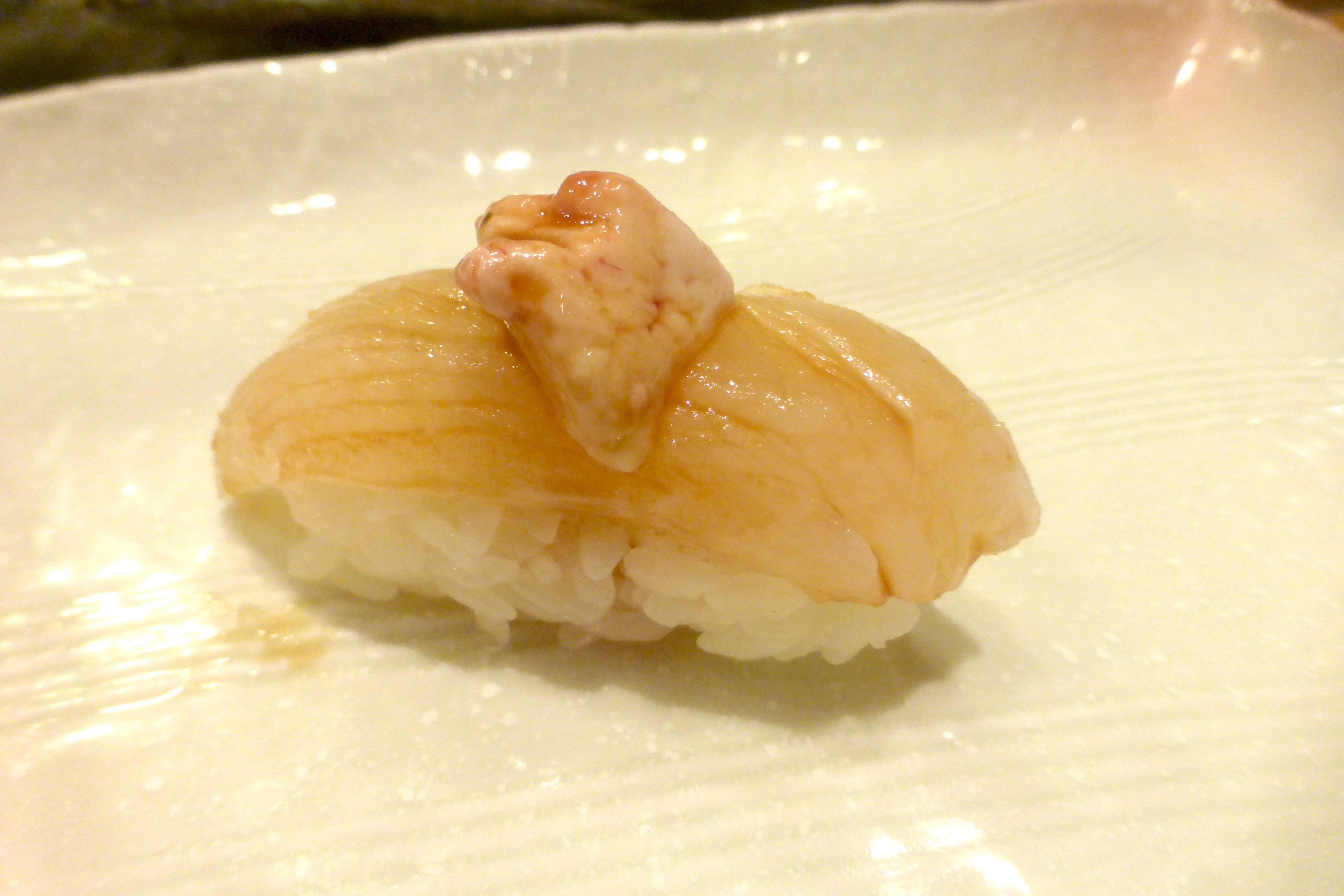
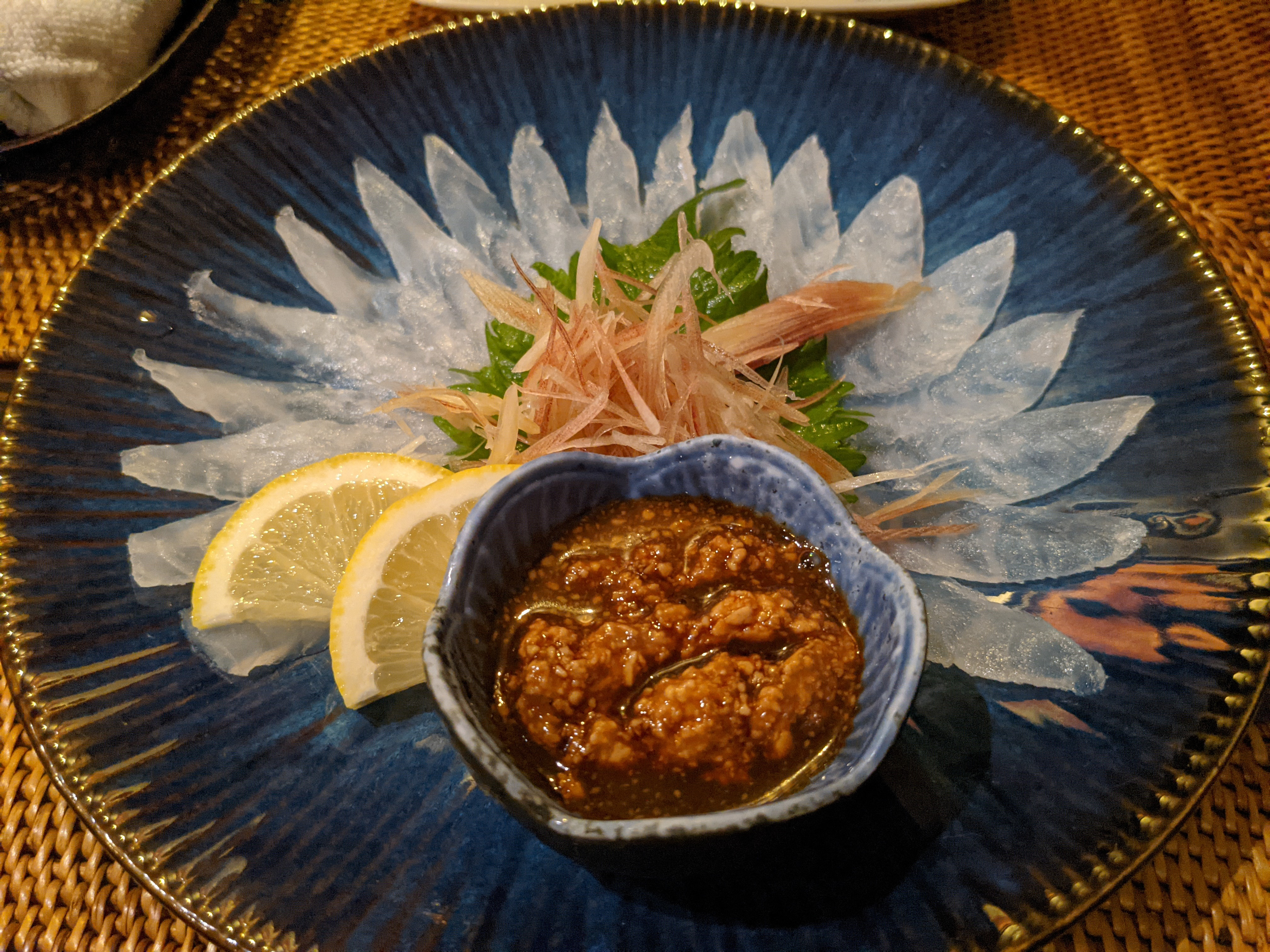
Como sashimi com molho de fígado
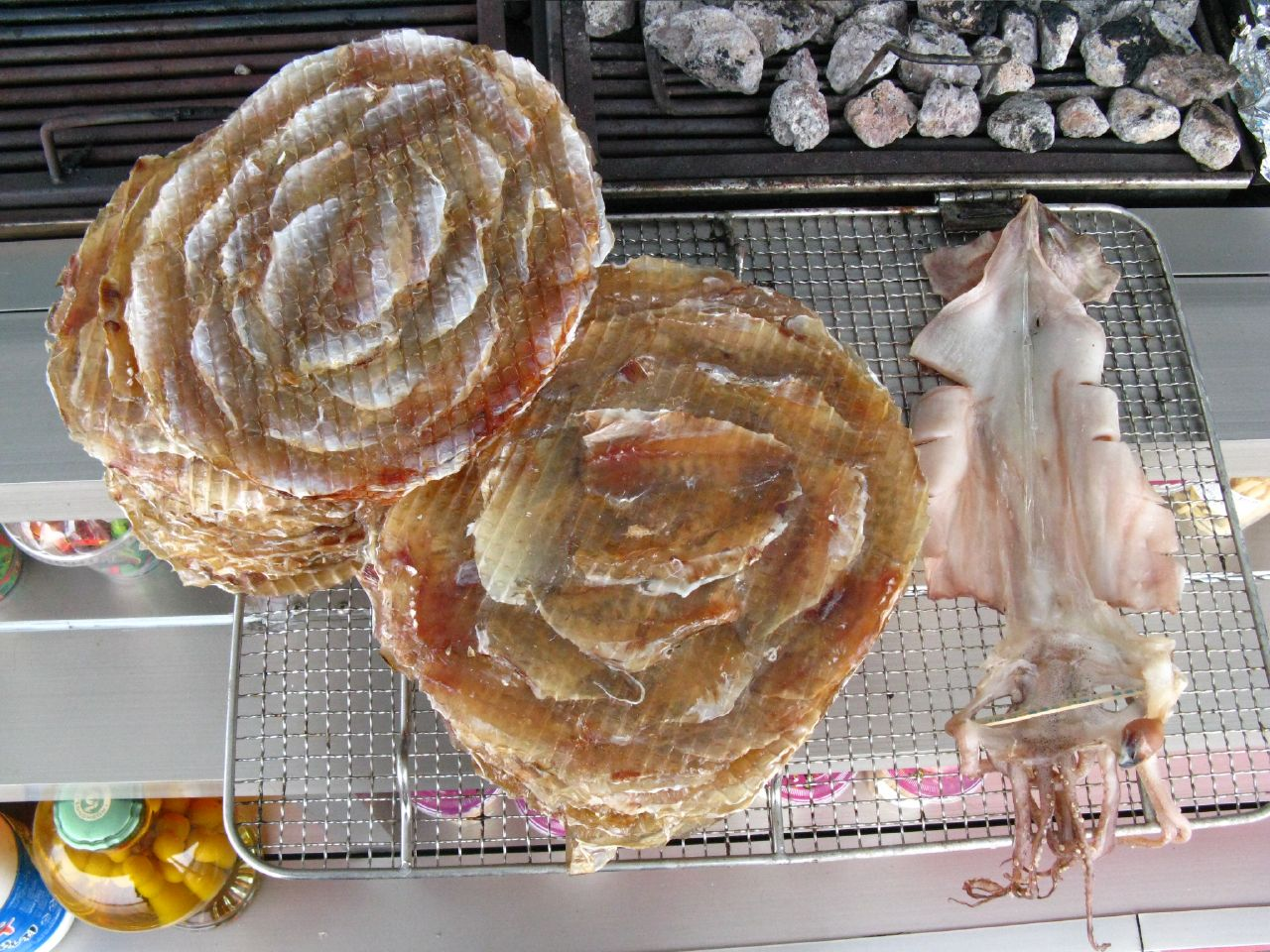
Como jwipo [en] (esquerda)